# جبل الرجل الأبيض (نيويورك )
جبل الرجل الأبيض، هو جبل يقع في جبال كاتسكيل في نيويورك جنوب غرب نهر جراند، يقع سهل هاك شرق جبل الرجل الأبيض ويقع الجبل الأحمر جنوباً.